# Mount Sorell
Der Mount Sorell ist ein 1144 Meter hoher Berg im Westen des australischen Bundesstaates Tasmanien. Er ist der südwestlichste Gipfel der West Coast Range und wurde nach William Sorell (1775–1848), der britischer Soldat und dritter Leutnant-Gouverneur von Van-Diemens-Land war.
Seine Ostflanke dominiert das Tal des Clark River, das ihn vom Mount Darwin trennt.
Auf Grund seiner Lage, seiner Erscheinung und seiner Dominanz über den Macquarie Harbour knapp nordöstlich der Sarah-Insel erhielt der Berg sehr früh seinen Namen und trieb sicher den Gefangenen auf der Insel durch seine Barrierewirkung jeden Gedanken an eine Flucht aus. Einige Sagen aus der Zeit der Gefängnisinsel erzählen, dass man bei der Suche nach entflohenen Gefangenen an den Hängen des Mount Sorell eiserne Fußfesseln und andere Dinge gefunden hätte.
Anders als an allen anderen Berge der West Coast Range entstanden am Mount Sorell keine Bergwerke, Zugangswege oder andere Erscheinungsformen menschlicher Zivilisation.
Das Vorgebirge im äußeren Teil der Hells Gates an der Einfahrt zum Macquarie Harbour heißt Cape Sorell.